# Henri-Edmond Cross
Henri-Edmond Cross, rodné jméno Henri-Edmond-Joseph Delacroix, (20. května 1856 Douai – 16. května 1910 Saint-Clair) byl francouzský malíř a grafik. Patří k nejvýznamnějším mistrům neoimpresionismu a hrál významnou roli při utváření druhé fáze tohoto hnutí jakož i při vzniku fauvismu. Měl významný vliv na Henriho Matisse a mnoho dalších umělců.

## Životopis
Henri-Edmond-Joseph Delacroix se narodil do rodiny s tradicí v železářství v Douai, v departementu v severní Francii, dne 20. května 1856. Jeho rodiče byli francouzský dobrodruh Alcide Delacroix a Britka Fanny Woollett. Neměl žádné přeživší sourozence. V roce 1865 se rodina přestěhovala blíže k Lille, francouzskému městu blízko belgických hranic. Jeho umělecký talent byl brzy rozpoznán a jeho bratranec dr. Auguste Soins se rozhodl podporovat Henriho umělecké sklony. V příštím roce financoval chlapcovu první výuku v kresbě u malíře Caroluse-Durana. V následujících letech se Henri stal Duranovým chráněncem. V roce 1875 krátce studoval v Paříži u malíře Françoise Bonvina. Poté se vrátil do Lille. Studoval na École des Beaux-Arts (Národní vysoká škola krásných umění) a v roce 1878 se zapsal na Écoles Académiques de Dessin et d'Architecture (Akademickou školu kresby a architektury) a tři roky studoval ve studiu Alphonse-Victora Colase. Jeho umělecké vzdělání pokračovalo pod dohledem umělce Émile Dupont-Zipcyho, poté co se v roce 1881 přestěhoval do Paříže.

## Rané práce

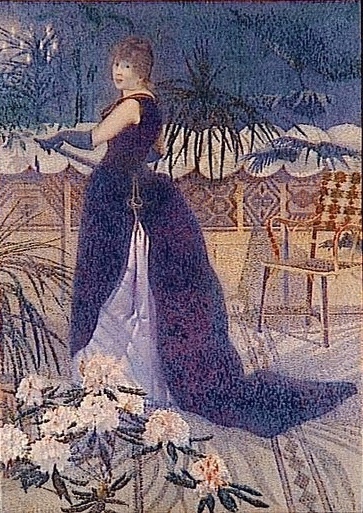
Madame Hector France, 1891, Musée d'Orsay

Crossovy rané práce, portréty a zátiší byly v tmavých barvách realismu. Aby se odlišil od slavného romantického malíře Eugèna Delacroixe, změnil v roce 1881 své jméno zkrácením a poangličtěním svého rodného jména na „Henri Cross“ – francouzské slovo „croix“ znamená kříž. Rok 1881 byl také rok jeho první výstavy na Salon des artistes français. Během pobytu v Alpes-Maritimes, doprovázený svou rodinou, se věnoval krajinomalbě. Dr. Soins, který s rodinou také cestoval, se stal námětem jednoho Crossova obrazu. Později v tomto roce obraz Cross vystavil na výstavě v Nice Exposition Universelle. Během cesty po středomoří se setkal s Paulem Signacem, který se stal jeho blízkým přítelem a velmi Henriho umělecky ovlivňoval. V roce 1884 se Henri Cross stal spoluzakladatelem Salonu nezávislých, který sdružoval umělce nespokojené s praktikami oficiálního Salonu. Pořádali výstavy obrazů bez výběru poroty a také bez udílení cen. V Salonu nezávislých se spřátelil s mnoha umělci zapojenými do neoimpresionistického hnutí, jako byli Georges Seurat, Albert Dubois-Pillet nebo Charles Angrand. Přestože byl ve spojení s neoimpresionisty, Cross po mnoho let nepřijal jejich styl. V jeho práci se projevoval vliv impresionistů, jako byl Jules Bastien-Lepage a Édouard Manet. Změna z jeho raných, temných, realistických obrazů byla postupná. Jeho paleta barev se stala světlejší a pracoval s jasnějšími barvami impresionismu. Maloval také v plenéru. V druhé polovině 19. století maloval nezkaženou krajinu, která ukazovala vliv Clauda Moneta a Camille Pissarra. Kolem roku 1886 se znovu pokoušel odlišit sebe od jiného francouzského umělce – tentokrát, Henri Crose – takže si znovu měnil jméno, nakonec přijal podobu “Henri-Edmond Cross”.

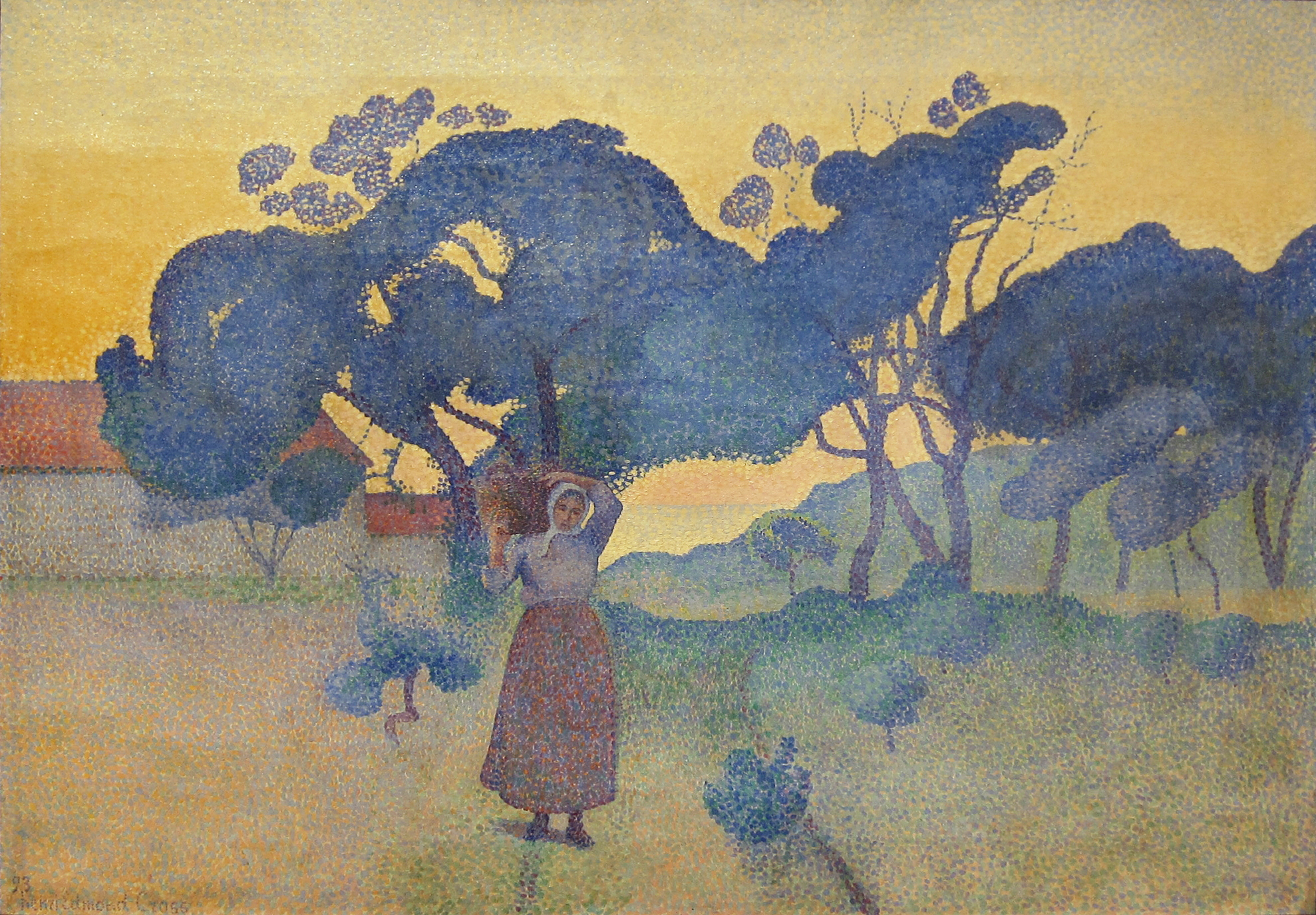
Večer na farmě, 1893, soukromá sbírka

V roce 1891 začal Henri Cross malovat v neoimpresionistickém stylu. Svůj první obraz namalovaný touto technikou vystavoval na Salonu nezávislých. Je to portrét Madame Hector France, rozené Irmy Clar, se kterou se umělec setkal v roce 1888 a oženil se s ní v roce 1893. Robert Rosenblum napsal, že „obraz je jemně nabitý zrnitou atmosférickou září“. Od roku 1883 trávil malíř zimní období na jihu Francie. Roku 1891 se na jih přestěhoval nastálo, donutil ho k tomu nastupující revmatismus. Jeho díla byla ovšem stále vystavována v Paříži. První jeho bydliště v jižní Francii bylo v Cabassonu, poblíž Le Lavandou, (oblast v Provence-Alpes-Côte d'Azur, název odvozen podle květu levandule) a poté se usadil nepříliš daleko, v malé vesničce Saint-Clair, kde strávil zbytek svého života. Vesnici opustil pouze na krátkou dobu při svých cestách do Itálie v roce 1903 a 1908, a také při každoročních návštěvách výstavy Salonu nezávislých v Paříži. V roce 1892 se Crossův přítel Paul Signac přestěhoval do nedalekého Saint-Tropez, kde se s Crossem v jeho zahradě často setkával Paul Signac, Henri Matisse, André Derain a Albert Marquet.

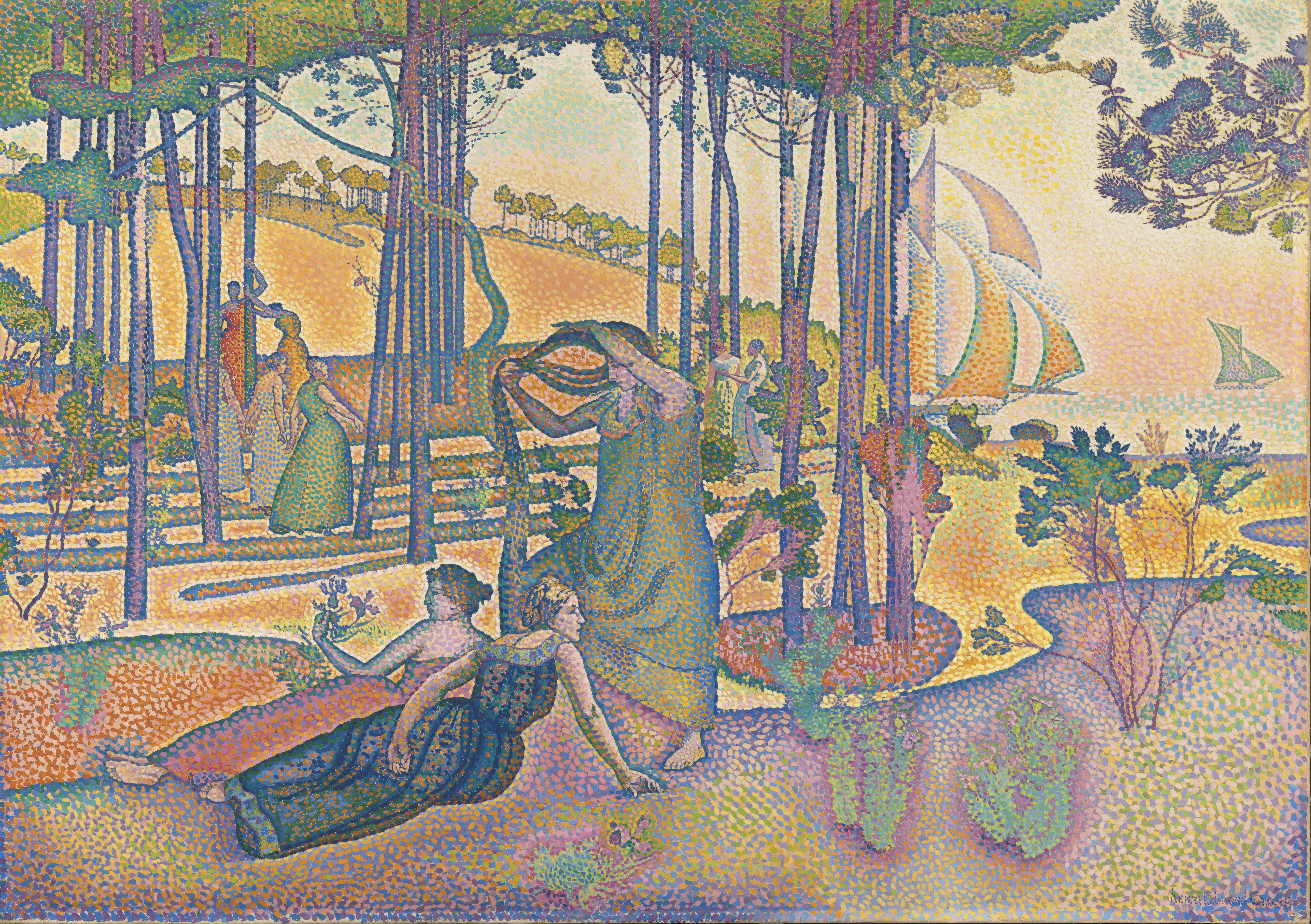
L'air du soir, asi 1893, Musée d'Orsay

Crossovo spojení s neoimpresionistickým hnutím ovlivnil i jeho malířský styl. Neoimpresionistické hnutí nebylo jen uměleckým stylem, zahrnovalo i politickou filozofii. Stejně tak jako Signac, Pissarro a další neimpresionisté i Cross věřil v anarchistické principy s nadějí na utopickou společnost. V roce 1896 vytvořil Cross litografii L'Errant (Tulák). Bylo to poprvé, kdy Cross spolupracoval s vydavatelem, a jeho práce byla zveřejněna anonymně v „Les Temps Nouveaux“, což byl anarchistický časopis, který vydával Jean Grave. Crossovy anarchistické ideje ovlivnily i jeho výběr námětů: maloval scény ilustrující utopický svět, který by mohl být vybudován na základě anarchistických myšlenek. Proces vytváření divizionistických obrazů s četnými malými barevnými tečkami byl únavný a časově náročný. Když chtěl zobrazit své pocity rychle, maloval obrázky ve svých skicářích akvarelem nebo kreslil barevnými tužkami. O rustikálním výletu po francouzském venkově napsal:
"Ach! Co jsem viděl ve zlomku vteřiny, když jsem dnes večer jel na kole! Prostě jsem si musel zapsat tyto prchavé věci... rychlý zápis akvarelem a tužkou: neformální rozpitost kontrastních barev, tónů a odstínů, vše plné informací, aby se příští den v tichém volném čase mohl udělat krásný akvarel ve studiu."

## Pozdější práce

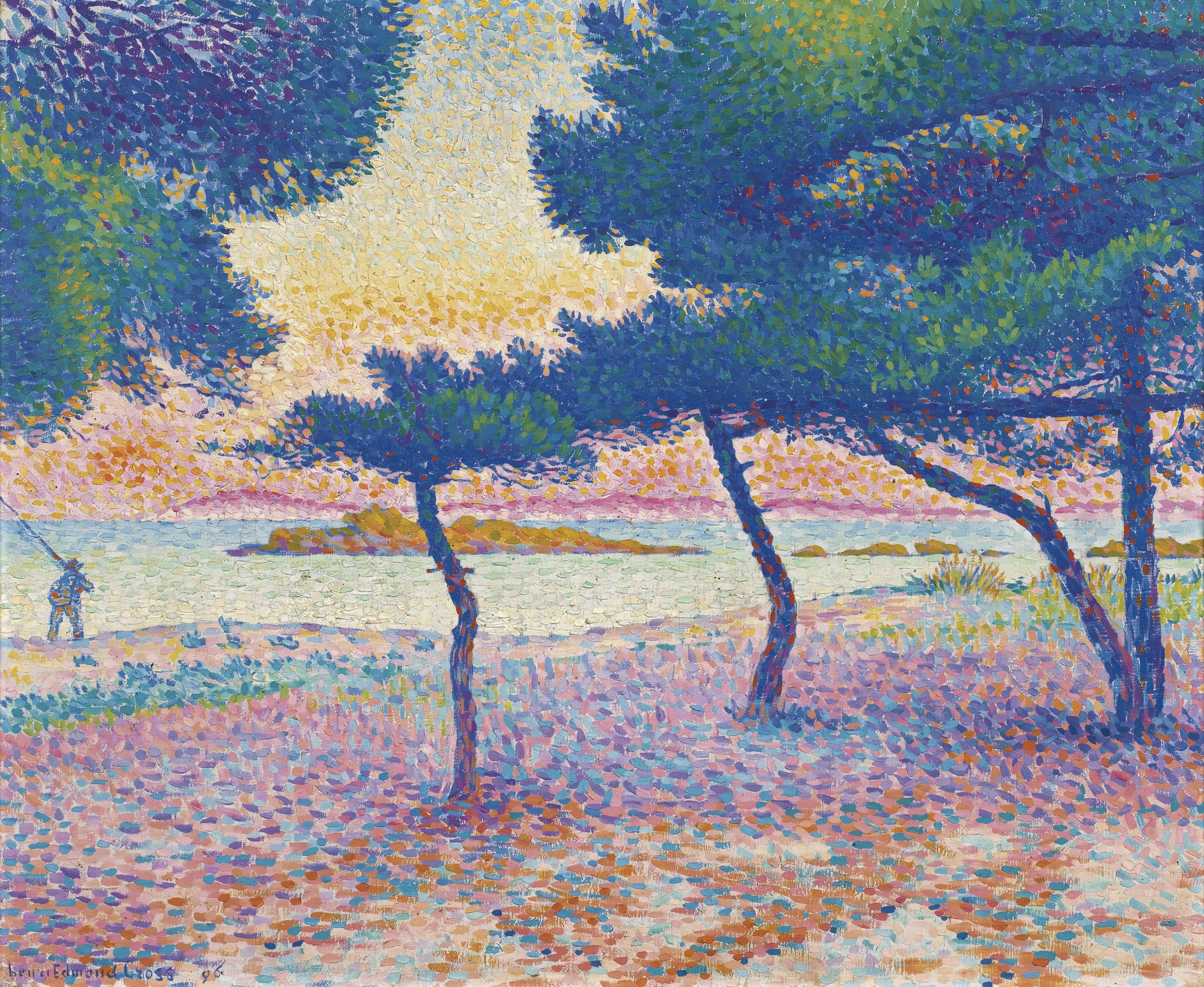
Henri Edmond Cross, Pláž v Saint-Clair, 1896

Crossovy obrazy vytvořené kolem roku 1890 jsou charakteristicky pointilistické, s těsně a pravidelně umístěnými malými tečkami. Počátek této jeho techniky je datován rokem 1895. Tuto techniku postupně změnil, začal používat široké tahy štětcem ve velkých celcích a mezi tahy nechával malé oblasti čistého plátna. Výsledek připomínal mozaiku a obrazy lze považovat za předchůdce fauvismu a kubismu. V pointillistickém stylu bylo zvykem míchat barvy jednotlivých drobných skvrn v harmonii a kontrastu, ve stylu neimpresionismu druhé generace. Cross uvedl, že neimpresionisté se „mnohem více zajímají o vytváření harmonie čisté barvy než o harmonizaci barev konkrétní krajiny nebo přírodní scény“. Matisse a jiní umělci byli velmi ovlivňováni pozdní Crossovou kariérou, a taková díla napomáhala formování principů fauvismu. Mezi další umělce, které Cross ovlivnil patří André Derain, Henri Manguin, Charles Camoin, Albert Marquet, Jean Puy a Louis Valtat.

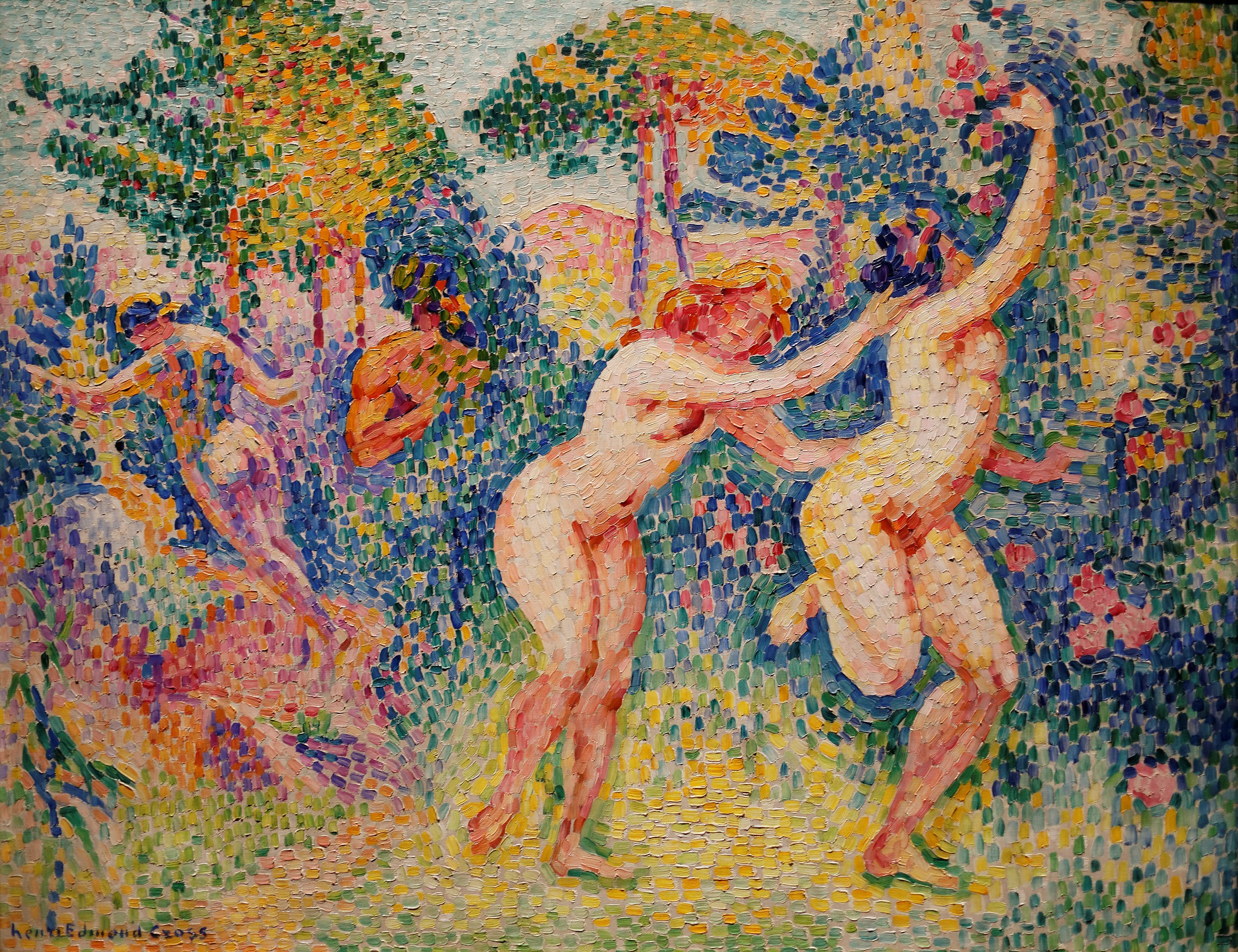
Let nymf, kolem 1906, Musée d'Orsay

V roce 1905 uspořádala Galerie Druet v Paříži Crossovi první samostatnou výstavu, která obsahovala třicet obrazů a třicet akvarelů. Přehlídka byla velmi úspěšná, přinesla uznání kritiků a většina děl byla prodána. Belgický básník symbolista Emile Verhaeren, vášnivý stoupenec neoimpresionismu ve své zemi, poskytl předmluvu pro katalog výstavy a napsal:
"Tyto krajiny... nejsou jen stránkami naprosté krásy, ale motivy ztělesňujícími lyrický pocit emocí. Jejich bohaté harmonie uspokojují malířovo oko a jejich luxusní svěží vidění je potěšením básníka. Všechno je lehké a okouzlující..."
Emile Verhaeren
Počátkem let 1880 začal Cross mít potíže s očima, které se kolem roku 1900 zhoršily. Stále více trpěl také artritidou. Zdravotní problémy, které ho trápily roky jsou zřejmě čátečným důvodem proč je Crossova práce z těchto let poměrně malá. Avšak v posledních letech byl produktivní a velmi kreativní a jeho práce byly uváděny na významných samostatných výstavách; dostalo se mu velkého uznání od kritiků a užil si komerční úspěch.
V roce 1909 se Cross léčil v pařížské nemocnici s rakovinou. V lednu 1910 se vrátil do Saint-Clair, kde 16. května 1910 na rakovinu zemřel jen čtyři dny po svých 54. narozeninách. Jeho hrobka na hřbitově v Le Lavandou je vyzdobena bronzovým medailonem, který navrhl jeho přítel Théo van Rysselberghe. V červenci 1911 Crossovi jeho rodné město, Douai, uspořádalo retrospektivní výstavu jeho prací.

## Vybrané výstavy
Kromě výše uvedených výstav se Cross účastnil i mnoha dalších. Octave Maus, belgický umělecký kritik a spisovatel, ho pozval, aby představil své dílo na několika výročních výstavách Annual Exhibitions umělecké skupiny skupiny Les XX. Cross se v roce 1895 na Mausovo pozvání účastnil výstavy skupiny La Libre Esthétique (pokračování skupiny Les XX, rozpuštěné v témže roce) a stejně tak v letech 1897, 1901, 1904, 1908 a 1909. V roce 1898 se účastnil s Paulem Signacem, Maximilienem Lucem a Théem van Rysselberghe první neoimpresionistické výstavy v Německu, organizované Harry Kesslerem v galerii Keller und Reiner v Berlíně. V roce 1907 uspořádal Félix Fénéon Crossovu retrospektivní výstavu v Paříži v Galerii Bernheim-Jeune, přičemž Maurice Denis napsal pro výstavní katalog předmluvu. Mezi další místa autorových výstav patřila galerie L'Art Nouveau à Paris, galerie Durand-Ruel (Paříž), galerie Cassirer (Hamburk, Berlín), výstava Toison d'or (Moskva), Bernheim-Jeune's Aquarelle et pastel a další, včetně jiných galerií v Paříži, Drážďanech, Výmaru a Mnichově.

## Galerie

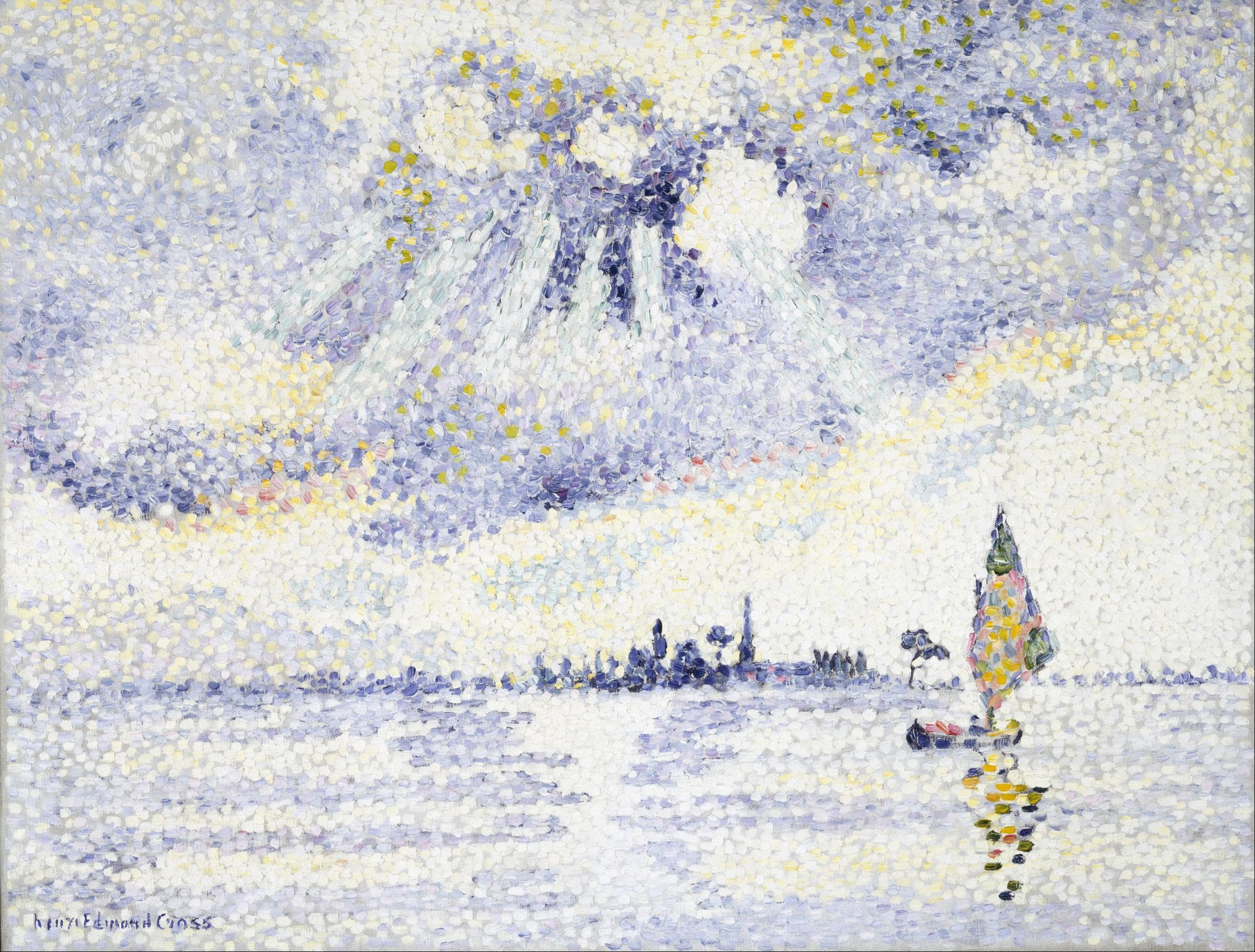
Západ slunce na benátské laguně 1898–1893
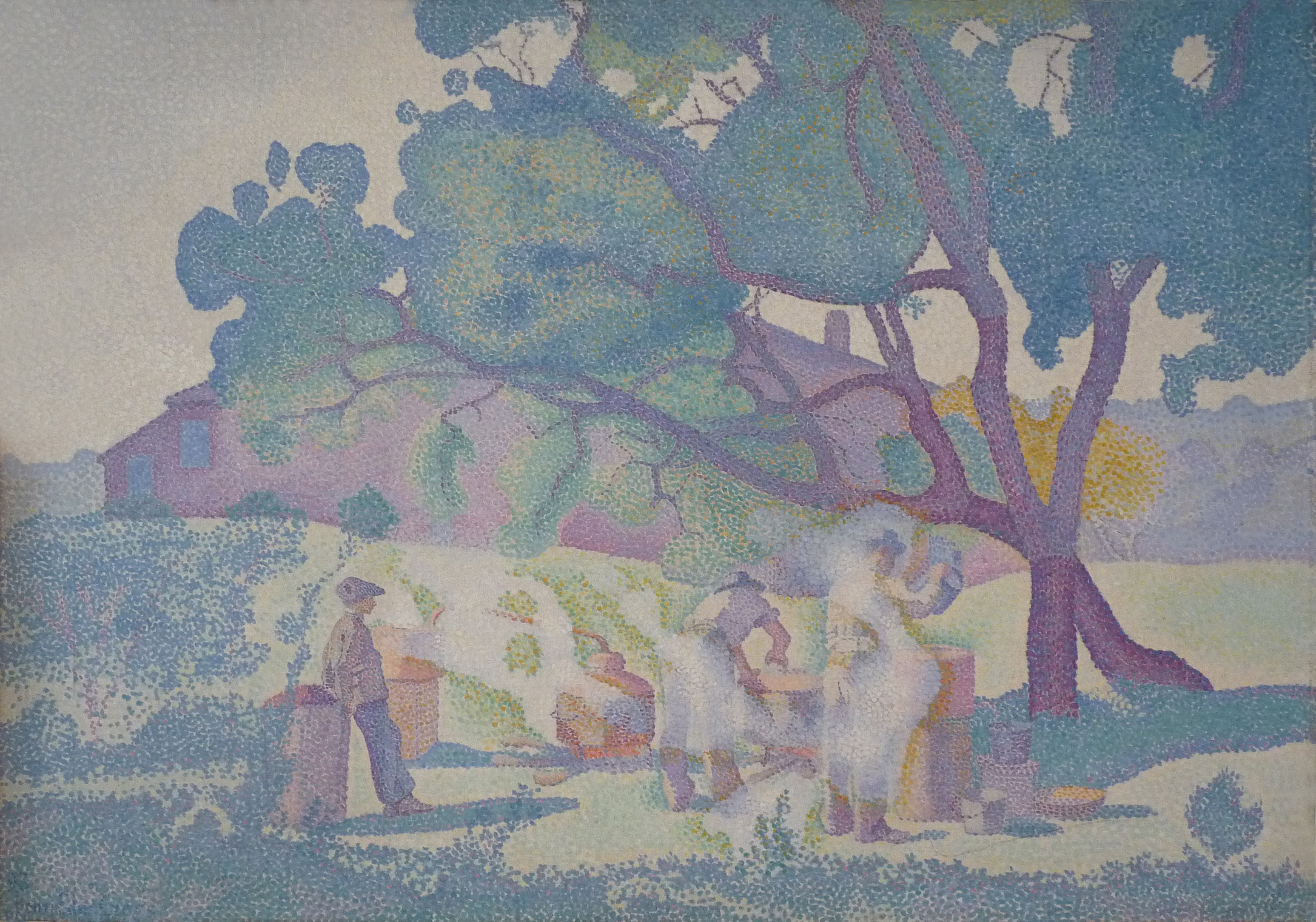
Ráno na farmě, 1893
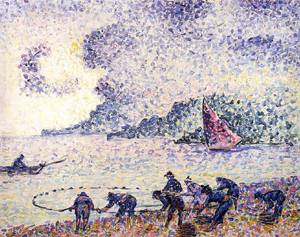
Rybáři, 1895
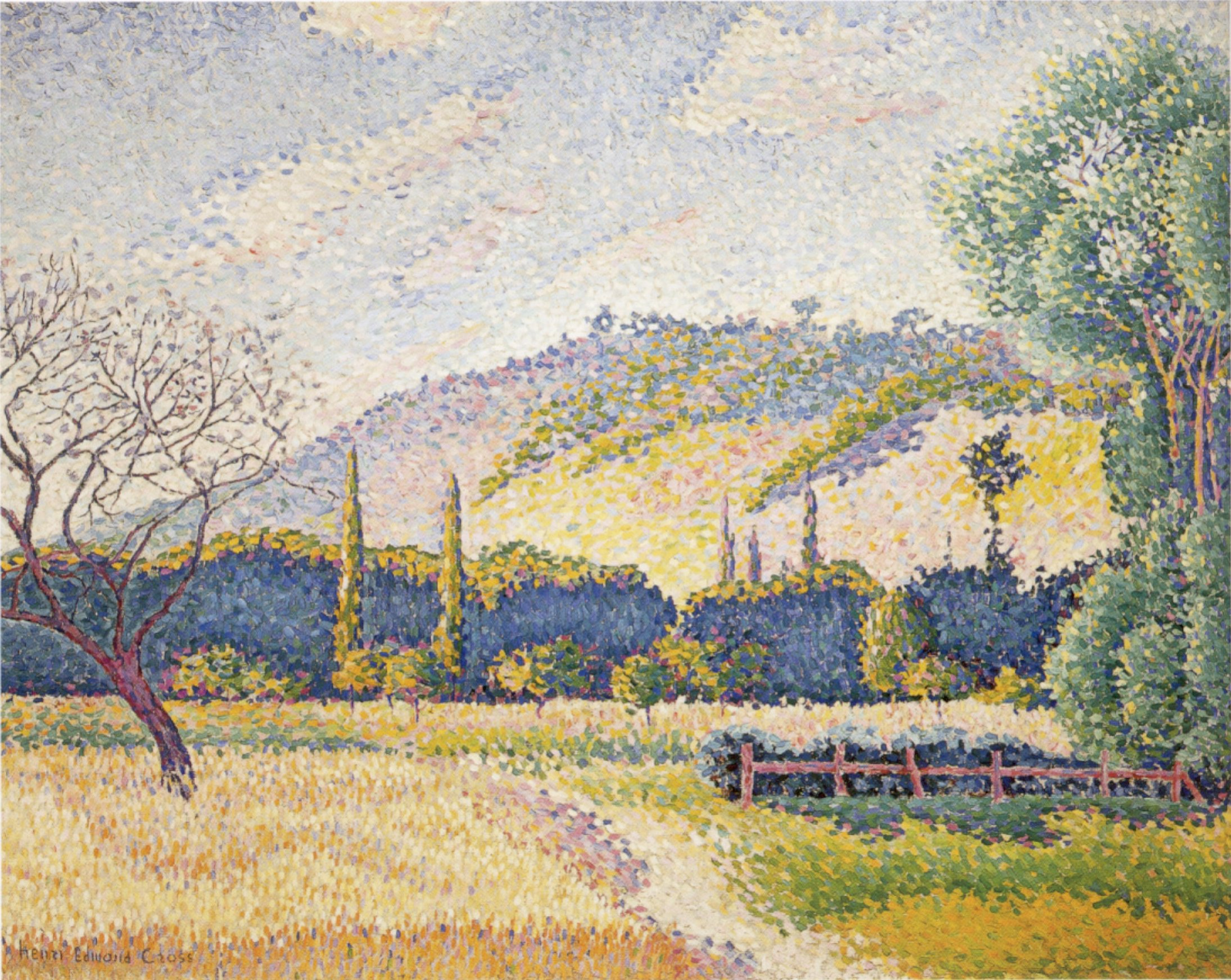
Krajina, kolem 1896–1899
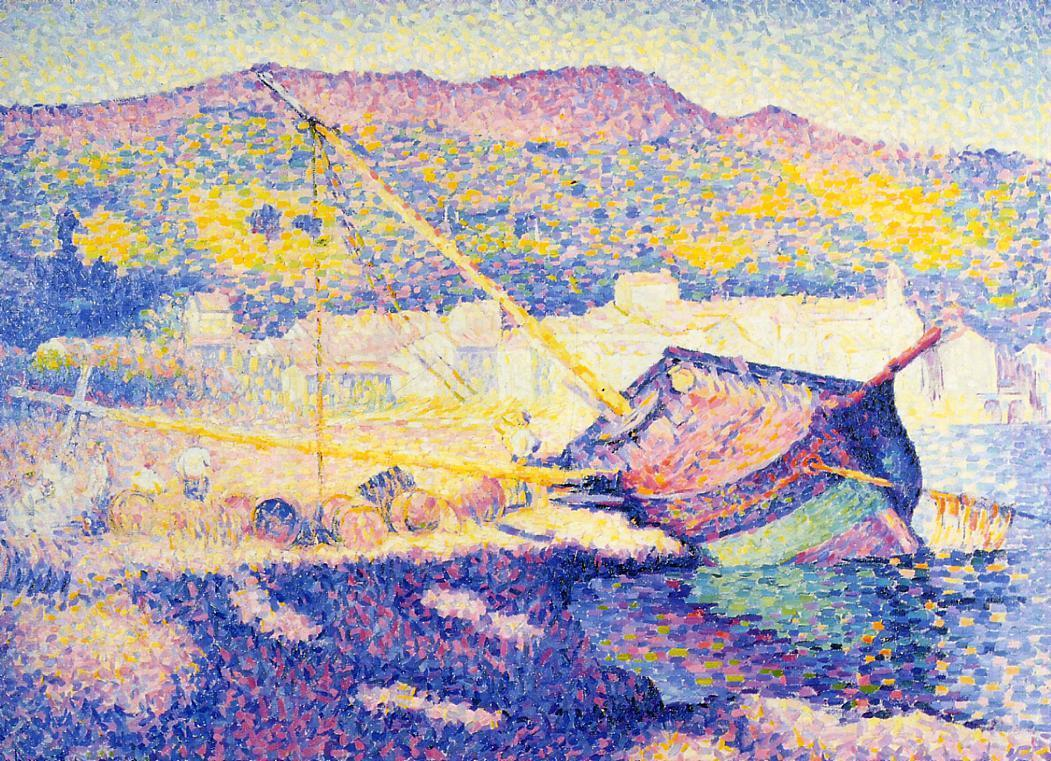
Modrý člun, 1899
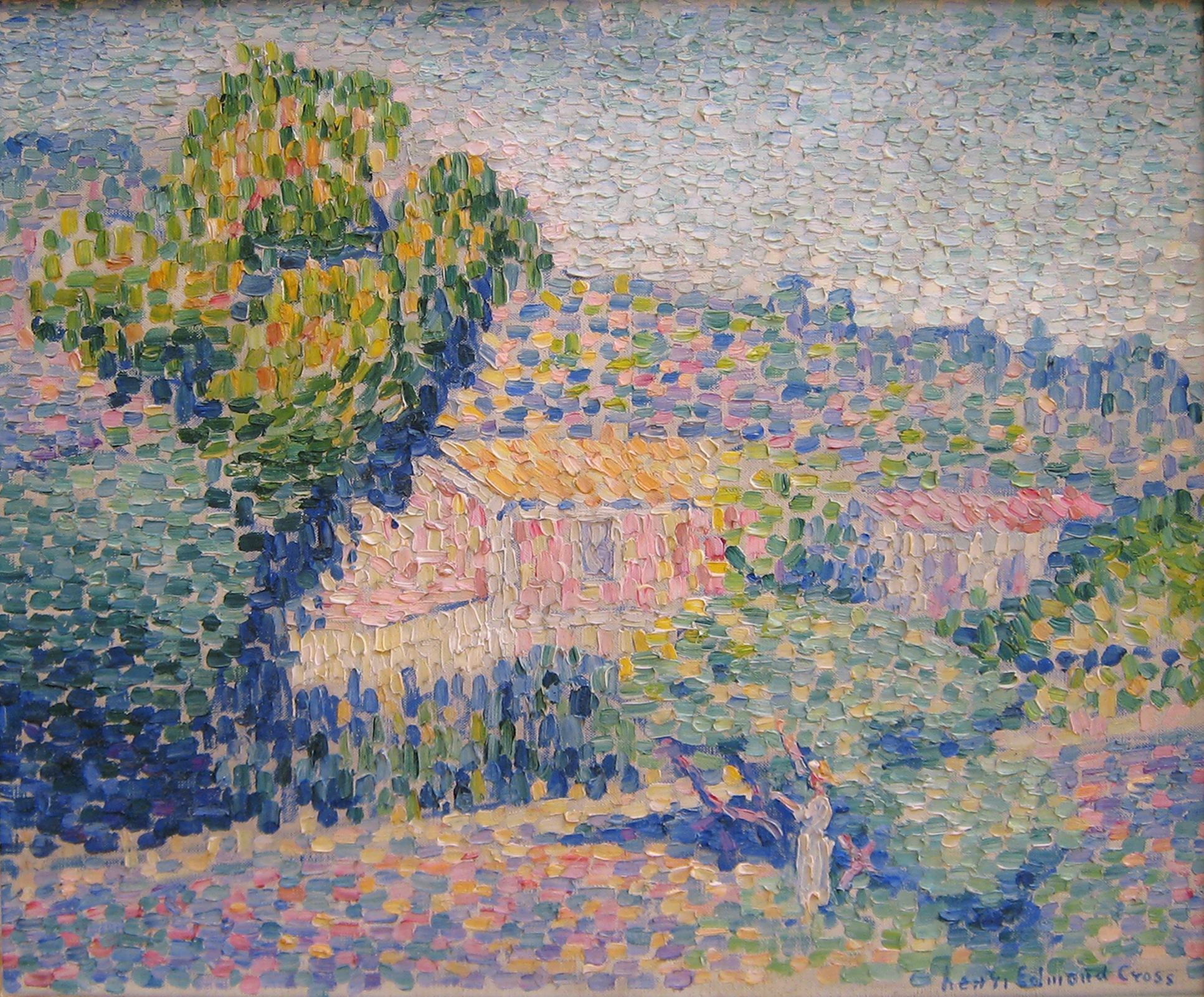
Růžový dům, kolem 1901–1905
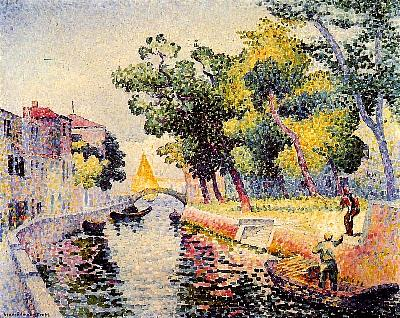
Most San Trovaso, 1902–1905
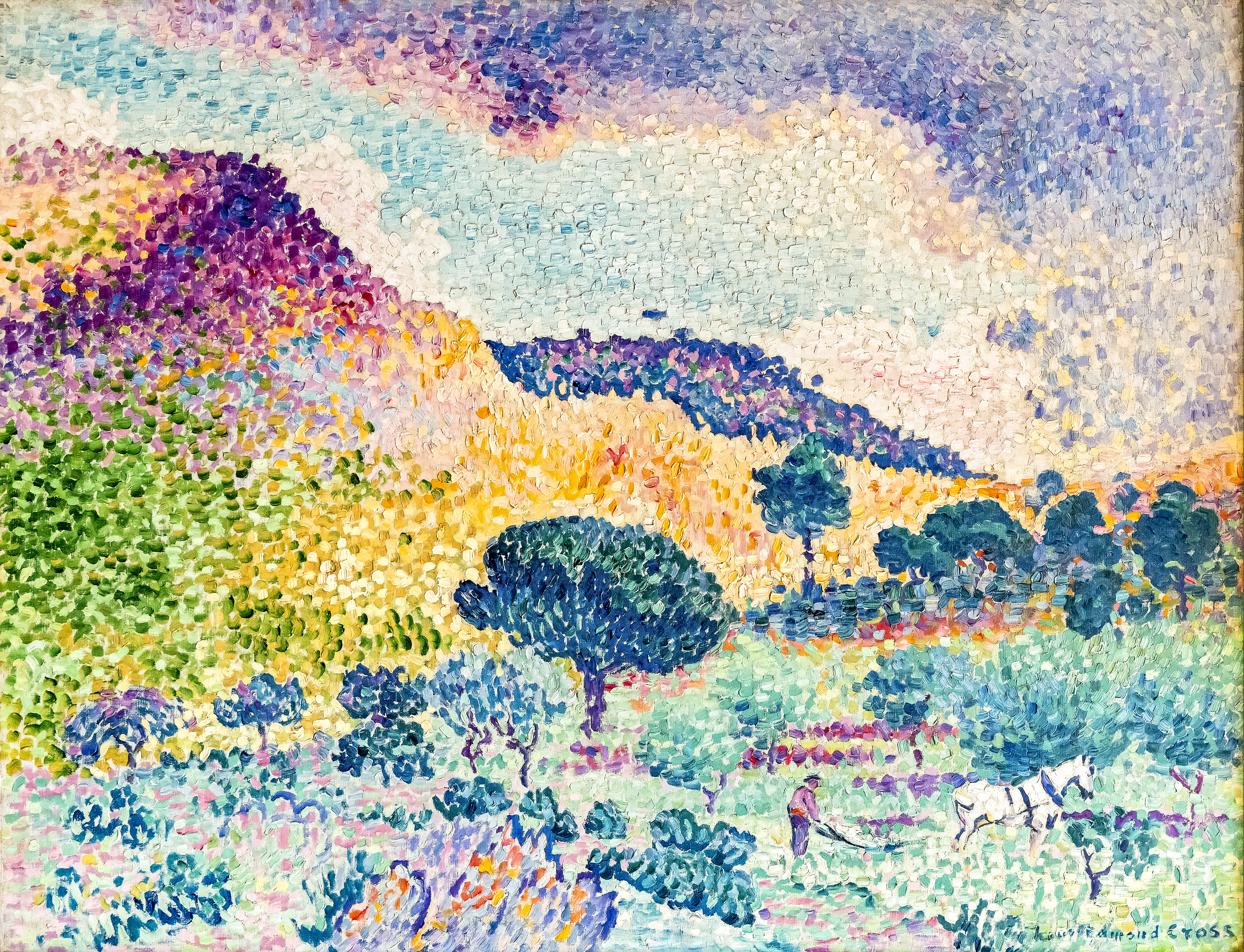
Řetěz pohoří Maures, 1906–1907
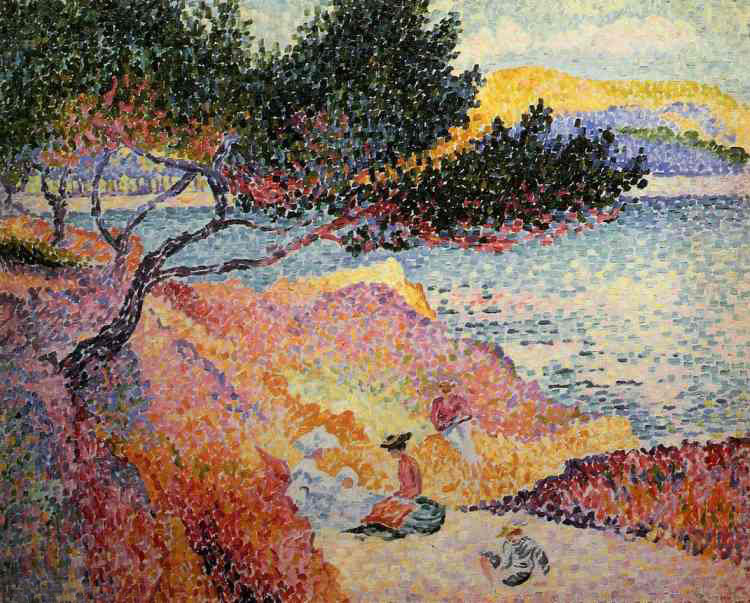
Zátoka v Cavalière, 1906–1907
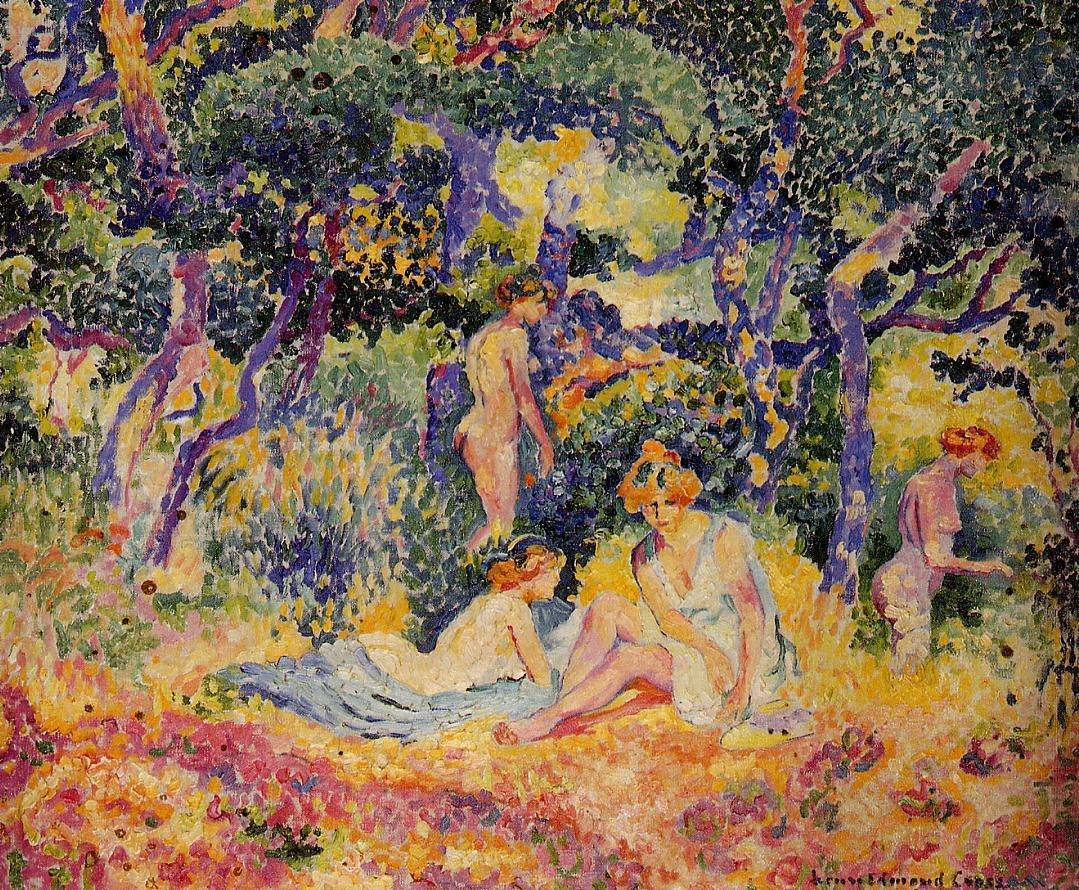
Le Bois, 1906–1907
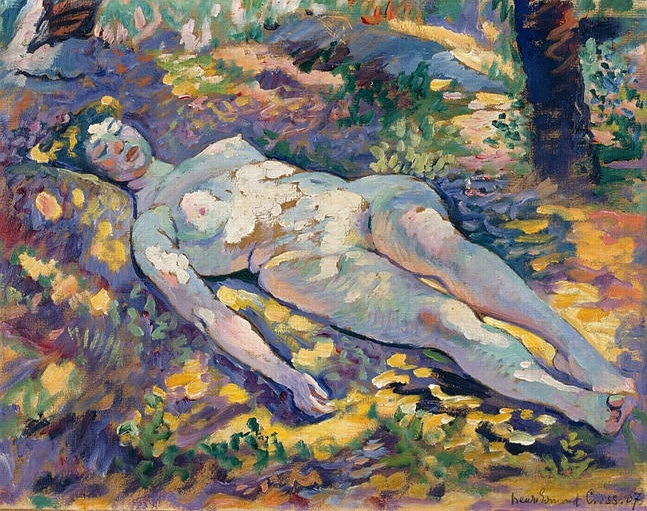
Nahá na mýtině, 1907
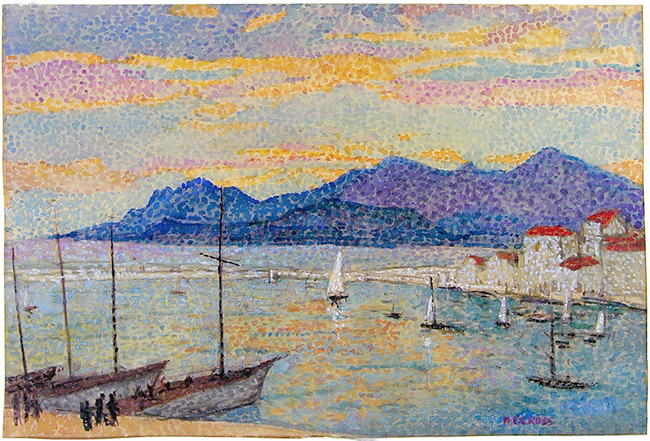
Přístav, 1910
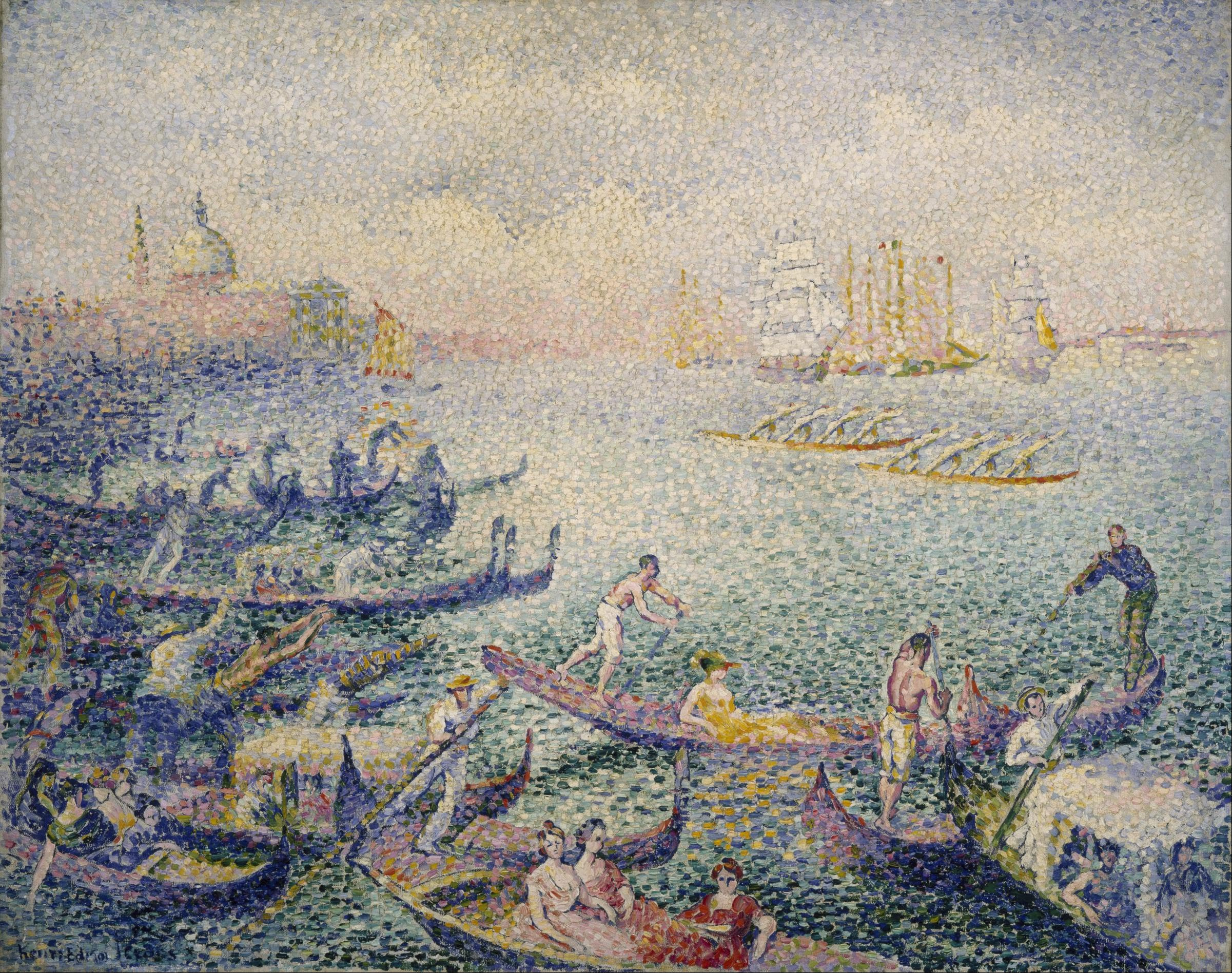
Regata v Benátkách, 1898–1908
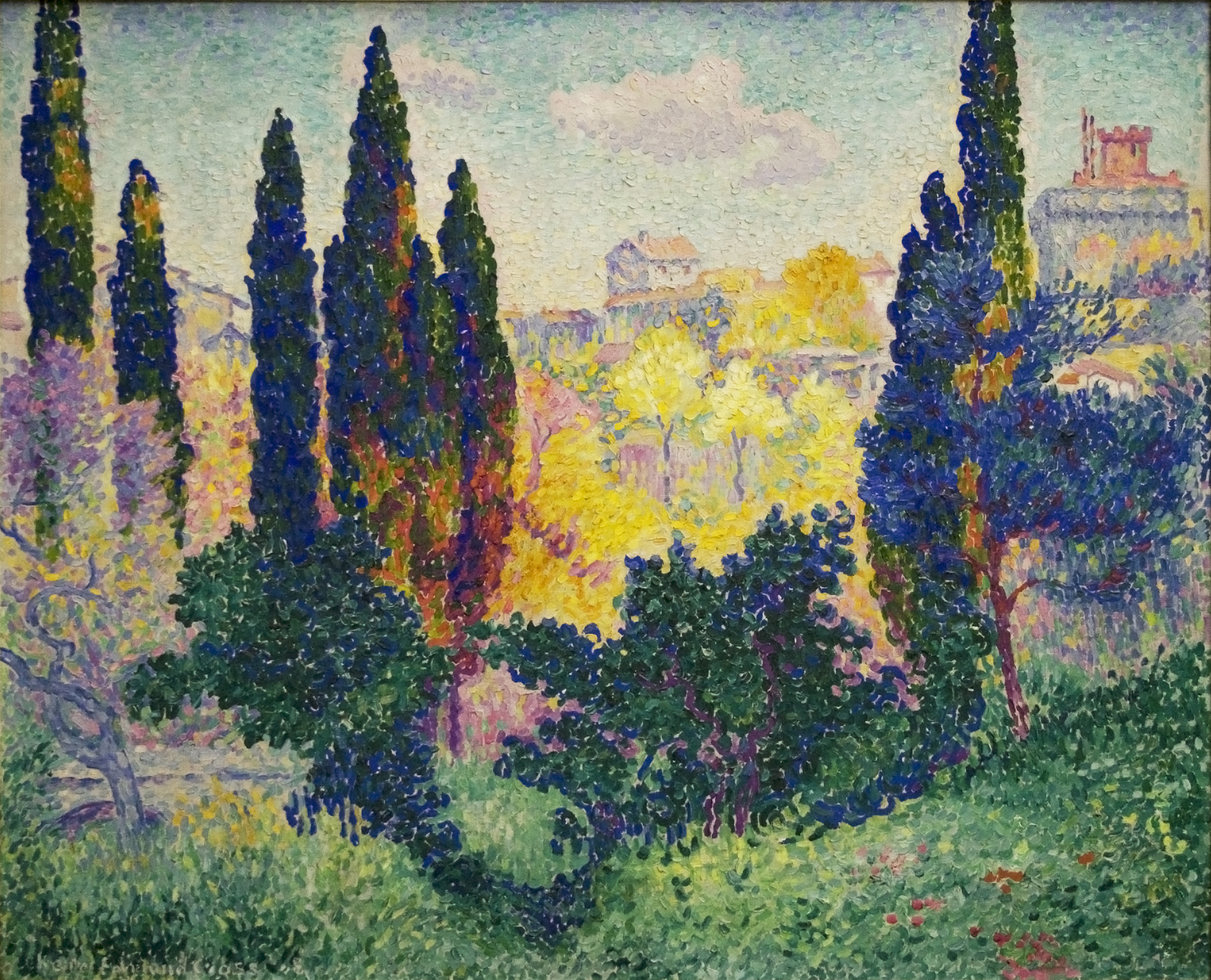
Cypřiše v Cannes, 1908
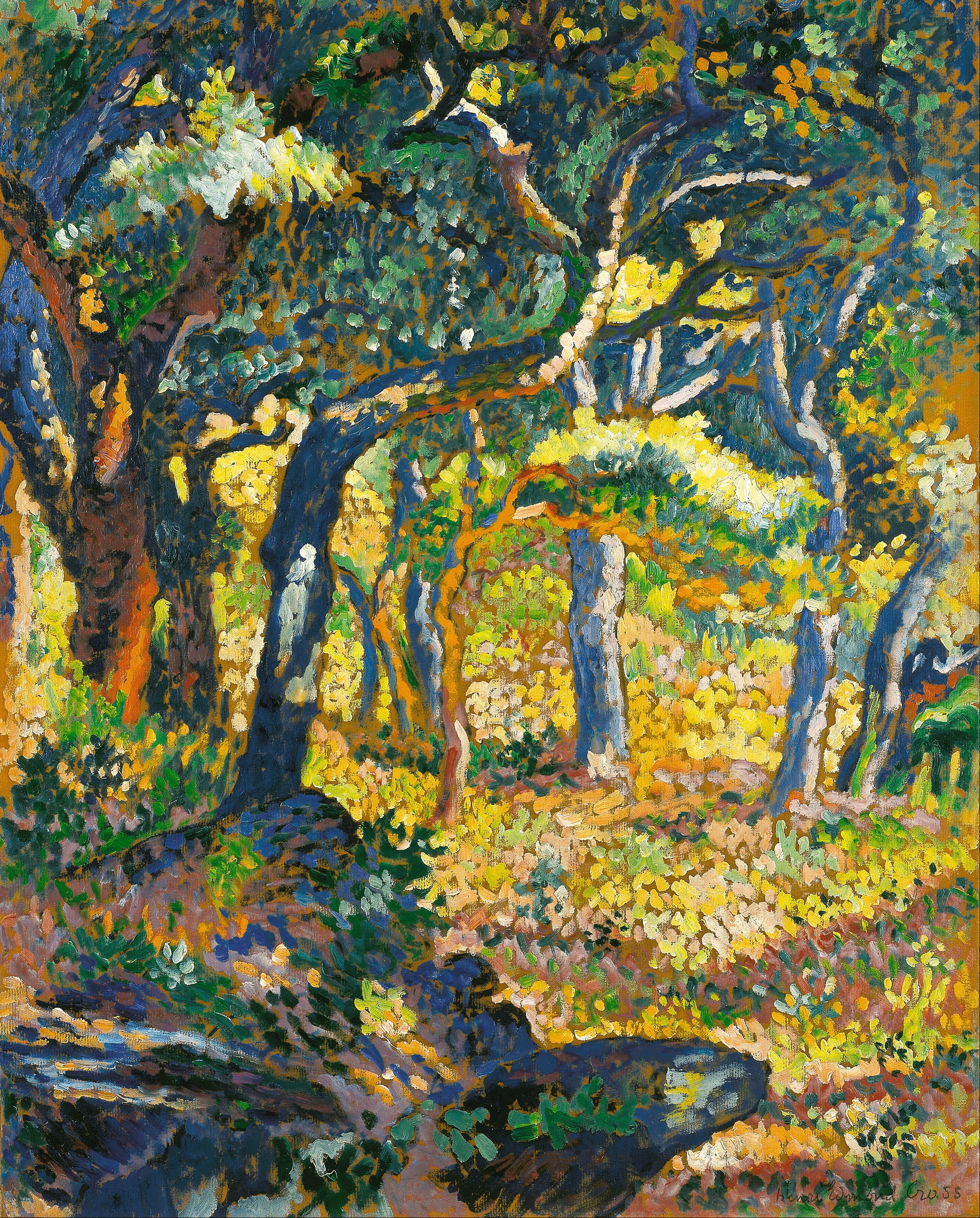
Studie z Provence,kolem 1906

### Poznámka
1. ↑  Les XX byla skupina dvaceti belgických malířů, designérů a sochařů, kterou v roce 1883 založil bruselský právník, vydavatel a podnikatel Octave Maus. Deset let pořádala každoroční výstavu svého umění „Les Vingt“ (francouzská výslovnost: [le vɛ̃]); na výstavu bylo každoročně pozváno dvacet mezinárodních umělců. Mezi umělce pozvané v průběhu let patřili Camille Pissarro (1887, 1889, 1891), Claude Monet (1886, 1889), Georges Seurat (1887, 1889, 1891, 1892), Paul Gauguin (1889, 1891), Paul Cézanne (1890) a Vincent van Gogh (1890, 1891 retrospektivně). Les XX 914000427